# 波馬班巴

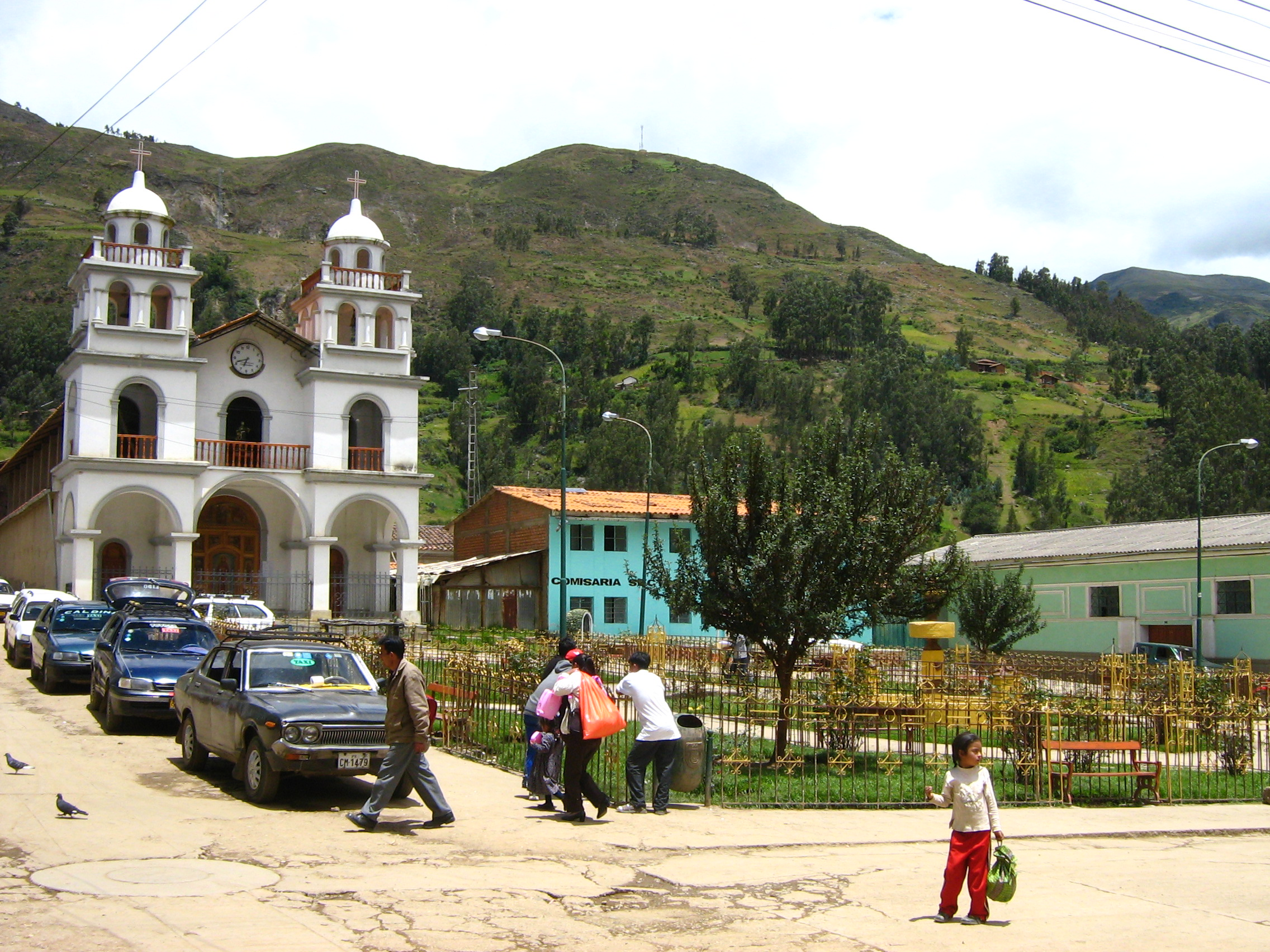

波馬班巴（西班牙語：Pomabamba），是秘魯的城鎮，位於該國北部安卡什大區，是波馬班巴省的首府，海拔高度2,950米，2005年人口39,433，居民主要使用奇楚瓦語和西班牙語。